# Zunft zu Rebleuten (Basel)
E. E. Zunft zu Rebleuten ist eine seit dem Mittelalter bestehende Zunft in Basel.

## Geschichte
Die Zunft ist in der Zeit zwischen 1364 und 1366 in Basel gegründet worden. Sie wurde als Halb- oder Teilzunft mit den Grautüchern zu einer «gespaltenen Zunft» in die städtische Zunftordnung eingegliedert. 1453 ordnete der Rat die Trennung der beiden Halbzünfte an, wobei den Rebleuten das gemeinsam erworbene Zunfthaus «zur Glocke» an der Freienstrasse zufiel.
Dem Rebbau in- und ausserhalb der Stadt kam damals grosse Bedeutung zu. Der Wein zählte im Mittelalter wie Brot und Fleisch zu den Grundnahrungsmitteln. Im 15. und 16. Jahrhundert zog die blühende Stadt Basel viele Zuzüger und dabei auch Rebleute aus den Rebgebieten der Nachbarschaft und aus der Ostschweiz an.
Johann Rudolf Wettstein wurde 1610, zusammen mit seinem seinerzeit aus dem Zürichgebiet eingewanderten Vater, in die Rebleutenzunft aufgenommen. 1620 wurde er Ratsherr zu Rebleuten, 1635 wählte ihn der Rat zum Oberstzunftmeister und zehn Jahre später zum Bürgermeister des Freistandes Basel. Die Krönung seiner staatsmännischen Tätigkeit war seine Entsendung zum Friedenskongress in Münster und Osnabrück. Ihm verdankt die Schweizerische Eidgenossenschaft die Unabhängigkeit vom Deutschen Reich. Sie wurde von den Grossmächten im westfälischen Friedensschluss 1648 feierlich anerkannt.
Im 17. Jahrhundert mangelte es an Nachwuchs bei den Rebleuten. Es wurden Vertreter anderer Berufsgattungen in die Rebleutenzunft aufgenommen: Handelsleute, Offiziere, Gelehrte. 1678 wurde der letzte Rebmann zum Zunftmeister gewählt. Seine Nachfolger waren dann ausnahmslos Angehörige der am städtischen Regiment beteiligten Familien. 1798 brach im Zuge der französischen Revolution der eidgenössische Staatenbund auseinander. Bürgermeister und Rat übertrugen ihre Funktion und Gewalt der neuen Nationalversammlung. Dies war das Ende der politischen Funktion der Basler Zünfte. Der Zunftzwang allerdings konnte sich vorerst noch halten. Wer in Basel ein Handwerk betreiben wollte, musste ein Meister sein und der entsprechenden Zunft angehören. Erst aufgrund der Revision der Bundesverfassung gelangte 1874 auch in Basel die unbeschränkte Handels- und Gewerbefreiheit zum Durchbruch.

## Gegenwart
Neben den Rebleuten sind heute folgende Berufe auf die Zunft hingewiesen: Tapezierer, Kaufleute, Hirten, Typographen. Die Zunft zu Rebleuten pflegt die überlieferten Traditionen. Sie ist eine Gemeinschaft von Basler Bürgern, die sich für die Lebensqualität der Bewohner der Stadt Basel einsetzt. Die Zunft ist politisch und konfessionell neutral. Sie bekennt sich aber klar zu den Grundsätzen einer freiheitlichen, demokratischen Gesellschaft. Sie pflegt die Geselligkeit unter den Zunftbrüdern und die Gastfreundschaft mit berufsverwandten Zünften in der Stadt, in der übrigen Schweiz und in der Regio. Sie will den Zunftbrüdern bei sozialen, wirtschaftlichen oder gesundheitlichen Notlagen beistehen, den Kontakt zu ihnen pflegen und ihnen ermöglichen, an dem Zunftgeschehen aktiv teilzuhaben.
Sie fördert ein Bewusstsein der Verantwortlichkeit für die Stadt Basel. Sie versucht nach Möglichkeit zur Pflege der lokalen Sprache, des «Baseldytsch», beizutragen.
Sie besitzt einen historischen Zunftschatz und nutzt dessen Erträge zum Wohle der Zunft und gemeinnütziger, wohltätiger Zwecke. Sie gibt Ausbildungszuschüsse für Söhne und Töchter von Zunftbrüdern, Unterstützungsbeiträge an bedürftige Witwen von Zunftbrüdern und Bestattungsgelder bei Todesfällen in Familien der Zunftbrüder.

## Anmerkung
1. ↑  E.E. steht für Eine Ehren